# ایوانا برامبوروا
ایوانا برامبوروا (انگلیسی: Ivana Bramborová؛ زادهٔ ۱۱ آوریل ۱۹۸۵) بازیکن والیبال اهل اسلواکی است.